# Raquetista
Raquetistas es la denominación que tuvieron las jugadoras profesionales de pelota vasca (pelotaris en euskera), concretamente de la modalidad de raqueta. Este colectivo jugó mayoritariamente en frontones ubicados en Euskadi, España, Cuba, Brasil y México entre los años 1917 y 1980. Entre 1930 y 1940 fueron el grupo más numeroso de profesionales del deporte en España.

## Juego

### Modalidad de raqueta
Se jugaba preferentemente en frontones cortos de entre 30 y 36 m, con pelota de cuero y raquetas de tenis especiales, con doble cordada y un aro reforzado para aguantar la violencia del golpe de la pelota. Se trataba de una modalidad muy espectacular, ya que las pelotaris sacaban desde el rebote, es decir, entre los números 9 y 11, y era habitual que la pelota rebotara en la pared del fondo, obligando a las pelotaris a rebotear, o devolver la pelota de espaldas al frontis y girando para lanzar la pelota hacia éste. Una muestra del juego y del ambiente del frontón puede verse en los planos generales que aparecen en la película "Apartado de correos 1001".

### Frontones de raquetistas
Estos frontones fueron ideados o adaptados para el juego de la raqueta, con una cancha cuya longitud rondaba los treinta metros, permitiendo el desarrollo de un juego más rápido y espectacular. Arquitectónicamente gozaban de cuidados diseños, especialmente en sus fachadas y escaleras de acceso, y algunos de los más insignes arquitectos del momento participaron en su construcción. Contaban con amplios salones para el ocio y recreo de los asistentes, así como de servicios de barbería o guardarropa.
Hubo frontones en Barcelona, Madrid, Bilbao, Burgos, Castellón, Córdoba, San Sebastián, Logroño, Palma de Mallorca, Las Palmas de Gran Canaria, Salamanca, Santa Cruz de Tenerife, Sevilla, Tortosa, Valencia, Vigo, entre otras ciudades españolas. Y a nivel internacional, en La Habana, Ciudad de México, Tijuana, Acapulco, Miami y São Paulo, entre otras ciudades.

## Historia
El empresario bilbaíno Luciano Berriatua y el expelotari y empresario de frontones Ildefonso Anabitarte decidieron incorporar a las mujeres al negocio de la pelota, en una operación que había tenido ya un precedente en 1897, cuando un cuadro de mujeres jugó profesionalmente a xistera durante al menos dos años en frontones de Barcelona, Valencia y Valladolid.

Anabitarte propició el desarrollo de las mujeres raquetistas con la escuela que creó en exclusiva para ellas. También acortando las canchas y adecuando raquetas y pelotas para propiciar un deporte espectacular. Con las 16 primeras formadas, se inauguró el jueves 4 de enero de 1917 el Frontón Madrid, primer frontón industrial con un cuadro fijo de raquetistas, ubicado en la calle Cedaceros. En él, dieciséis mujeres iniciaron una nueva modalidad de pelota que fue practicada profesionalmente por miles de mujeres durante sesenta y tres años consecutivos. Vinculada a un sistema simultáneo de apuesta, la raqueta se convirtió en una industria, con más de treinta frontones activos en España, Cuba, Brasil y México, y con escuelas para entrenar distribuidas por el País Vasco, de donde provenían gran parte de las jugadoras. 

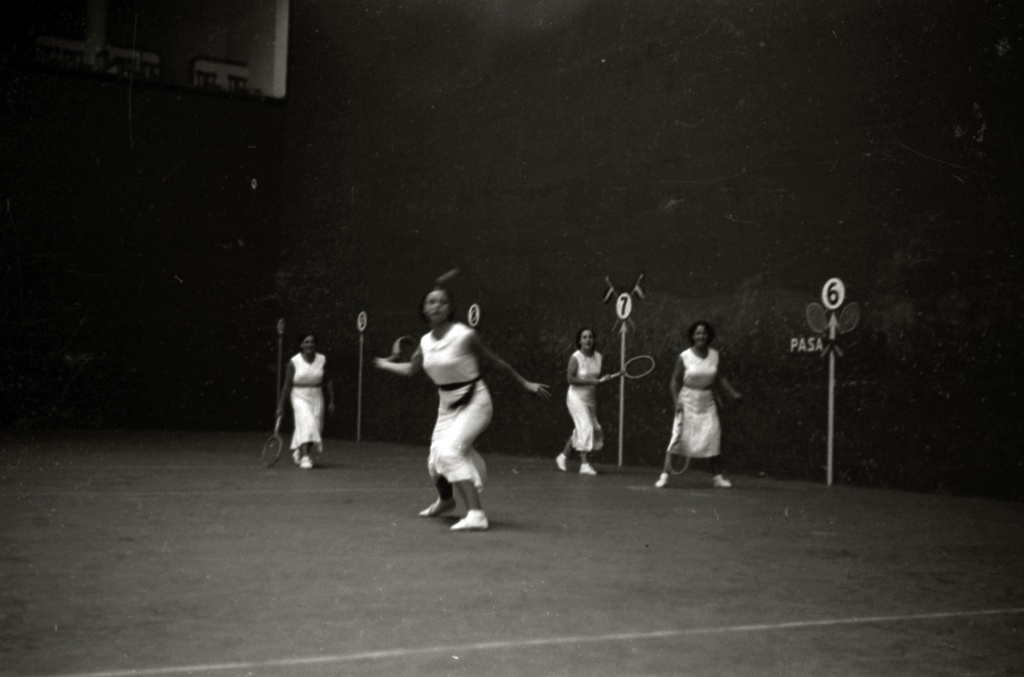
Raquetistas jugando un partido

### Años 20 delsigloXX
El éxito de las raquetistas superó todas las expectativas, convirtiéndose en el espectáculo deportivo de mayor expansión desde mediados de los años 20 hasta el inicio de la guerra civil, en 1936. Durante ese periodo, la pelota vasca a raqueta se estableció en Cuba, Brasil y México donde se abrieron los centros neurálgicos de la modalidad: el nuevo Frontón Madrid, ubicado en la calle Doctor Cortezo e inaugurado el 5 de junio de 1929 con restaurante, peluquería, salones y terrazas; y el Frontón Txiki-Alai de Barcelona, ubicado en la plaza del Bonsuccés e inaugurado el 21 de diciembre de 1935.
En aquel momento previo a la guerra civil funcionaban en Euskadi varias escuelas de pelota a raqueta, que nutrían de pelotaris a los numerosos frontones que componían la industria de este deporte. Había escuelas al menos en Bilbao, Tolosa, Rentería y Éibar, la localidad que más pelotaris exportaba y donde operaban tres escuelas, con cerca de 500 aprendices. También había escuelas de raquetistas, por ejemplo, en el Frontón Madrid y en el Sierpes de Sevilla.
Durante las décadas de 1930 y 1940 compusieron el grupo más numeroso de profesionales del deporte en España. En 1943, una estadística realizada por la Federación Española de Pelota contabilizaba 734 raquetistas profesionales, frente a los 648 que sumaban las modalidades masculinas de pelota (mano, remonte, pala y cesta-punta).

### Guerra civil
La guerra civil dañó profundamente la industria de la pelota vasca a raqueta. A pesar de que durante la guerra varios frontones se abrieron en ciudades rebeldes como Salamanca -el Frontón Tormes- y San Sebastián -Frontón Gros-, los bombardeos que destrozaron varias ciudades vascas, entre ellas Éibar, y la inestabilidad en las ciudades republicanas, donde estaban los frontones más importantes, mermaron la progresión de la raqueta.
Aun así, después de la guerra civil, el público se mantuvo fiel a este deporte, que seguía abriendo frontones y contratando mujeres pelotaris. Además, la raqueta, como el resto de modalidades de pelota, celebró los primeros campeonatos nacionales organizados por recién constituida Federación Española de Pelota (abril de 1940): a parejas en 1941 e individual en 1942. El primero lo ganaron la pareja Trini y Pili, del Frontón Chiqui (frontón Txiki-Alai, castellanizado por el régimen franquista), y el campeonato individual lo ganó Carmenchu Sánchez.

### Prohibición de las raquetistas
La suerte de la raqueta empezó a cambiar a medida que el fascista y aficionado historiador de la pelota Luis Bombín adquirió poder dentro de la Federación Española. En febrero de 1944 fue nombrado secretario técnico de la misma y una serie de decisiones iniciarán la destrucción de la industria de este deporte. En julio de 1944, cuando había más de 800 profesionales de la pelota y frontones activos en numerosas capitales de provincia, con tres frontones dedicados a la raqueta en Madrid y cinco en Barcelona, una disposición de la Federación Española de Pelota prohibió desde ese mismo momento el ingreso en el profesionalismo de la raqueta, exigió a las federaciones regionales el cierre de las escuelas de pelota a raqueta y estableció un plazo de dos años para que los frontones de raqueta se reconviertieran en frontones de alguna de las modalidades masculinas.
Pero la gente no dejó de acudir a los frontones de raqueta, y las presiones de las y los trabajadores de los mismos hicieron que finalmente, cuando llegó julio de 1946, la federación española empezase a aplazar la decisión de cerrar los frontones, terminando finalmente en el olvido. Eso sí, ninguna mujer debutó más hasta 1957, cuando se derogó la prohibición de emitir nuevas licencias federativas. Ello provocó la ausencia de relevo generacional, el envejecimiento de los cuadros y el paulatino cierre de los frontones periféricos.

### Emigración a México
La apertura en agosto de 1951 del Frontón Metropolitano en México, a pesar de ser otro de los momentos álgidos de la raqueta, ahondó en la crisis de los frontones en España. El entusiasmo de la sociedad mexicana, gran aficionada al frontenis, provocó la apertura de otro frontón de raqueta en DF, el Frontón Colón. Además, los elevados salarios que percibían allí las pelotaris, y que llegaron a cuadruplicar a los que percibían en España, hicieron que muchas emigraran para jugar profesionalmente en México, dejando mermados los cuadros españoles. Sólo el Frontón Madrid sobrevivió al frontón Metropolitano, que cerró sus puertas en 1971.

### Fin de la industria de la raqueta
Los intentos del Frontón Madrid por conseguir pelotaris y subvenciones públicas, que ya tenían otras modalidades de pelota, fueron en balde. La industria de la raqueta había perdido su continuidad, y el deporte, con el fútbol al frente, se había masculinizado de manera radical a partir de la Segunda Guerra Mundial. La mayoría de mujeres jóvenes ya no concebían ser profesionales del deporte. La raqueta se fue enterrando en el olvido y el 18 de julio de 1980 se celebró el último partido profesional de esta modalidad de pelota vasca.

## Pioneras del deporte profesional
Las raquetistas fueron las primeras deportistas profesionales de élite en España. Fueron las primeras deportistas que cotizaron a la Seguridad Social. Las jugadoras del frontón Colón de Barcelona reclamaron en un juzgado y se les reconoció antes incluso que a los futbolistas. Fueron cerca de dos mil jugadoras. Tuvieron su propia colección de cromos. Llegaron a ganar mucho dinero pero fueron omitidas de la historia. En su momento, no se reconocieron como pioneras de nada. Vieron en el mundo de la raqueta una oportunidad de obtener ingresos para ellas y sus familias.
El contexto en el que desarrollaron su profesión no fue fácil. Dejaban a su familia y sus raíces siendo niñas cuando se las contrataba para ir a jugar. Y entraban en un mundo difícil en el que, afortunadamente, encontraron compañerismo y lazos de amistad y sororidad entre las jugadoras. Las relaciones con el público no eran fáciles: recibían ovaciones cuando ganaban, pero gritos e insultos cuando perdian.
Algunas raquetistas fueron Josefa Ignacia Albisu, Eladia Altuna, Angelita Alberdi, Rosario Aranburu, Lucia Areitioaurtena, María Arrillaga, Izaskun Ayestaran, Miren Begoña Ereñaga, Digna Garitaonandia, Emilia Gómez Muñoz, Irene Ibaibarriaga, Paula Lamarain, Maria Dolores Larramendi, Maritxu Lasuen, Carmen López, Agustina Otaola, Rosa Soroa Oria, Maria Luisa Senar o Maria Antonia Uzkudun entre otras.

## Premios y reconocimientos
- 1978 Documental El ocaso de las raquetistas de la periodista Carmen Sarmiento para RTVE.
- 1994 Documental Apostando por ellas. Historia de las raquetistas de Victoria Cid Gibaja.[21][22] Mural en el Frontón de Ibarra

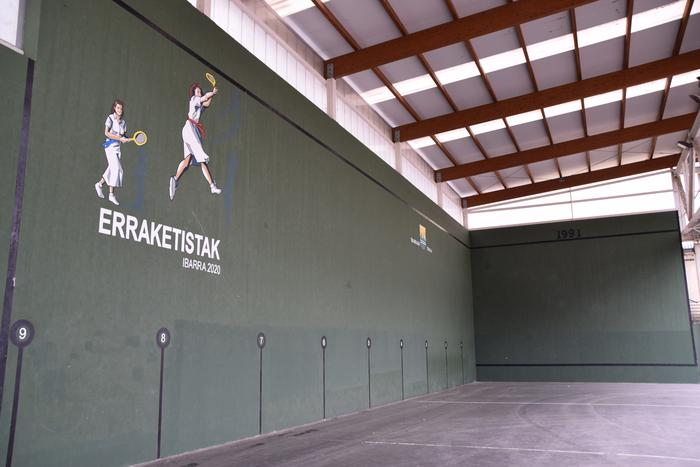
Mural en el Frontón de Ibarra

- 2018 Documental Raquetistas Antes y Ahora de Jon Juanes.[25][26]
- 2018 Exposición Mujer y pelota vasca. En Azkue Fundazioa (Bilbao).[27]
- 2018 Premio Carmen Adarraga del Departamento de Cultura y Deportes de la Diputación de Guipúzcoa a todo el colectivo de raquetistas.[28]
- 2019 Novela El silencio de Clara Lyndon escrita por Elene Lizarralde inspirada en las raquetistas.[23][29]
- 2020 Mural homenaje a las raquetistas en el frontón de Ibarra.[30]
- 2023 Serie de televisión mexicana Las pelotaris 1926.[31]
- 2023 Homenaje del Archivo Municipal de Éibar con motivo del Día Internacional de la Mujer.[32]
- 2023 Raquetistas (Women Racquet Players) espectáculo de danza de Kukai Dantza en Veranos de la Villa de Madrid.[33][34]